# Лорето Апрутино
Лорѐто Апрутѝно (на италиански: Loreto Aprutino, на местен диалект Lûrëtë, Лурътъ) е градче и община в Южна Италия, провинция Пескара, регион Абруцо. Разположено е на 307 m надморска височина. Населението на общината е 7740 души (към 2010 г.).